# Vörösfejű berkiposzáta
A vörösfejű berkiposzáta (Cettia brunnifrons) a madarak osztályába, ezen belül a verébalakúak (Passeriformes) rendjébe és a berkiposzátafélék (Cettiidae) családba tartozó faj.

## Előfordulása
Ázsia déli részén, Bhután, Kína, India, Mianmar, Nepál, Pakisztán területén honos.

## Alfajai
- Cettia brunnifrons whistleri (Ticehurst, 1923) – északnyugat-Himalája (észak-Pakisztántól észak-Indiáig);
- Cettia brunnifrons brunnifrons (Hodgson, 1845) – Himalája (észak-Indiától dél-Kínáig);
- Cettia brunnifrons umbratica (Stuart Baker, 1924) – északkelet-India, dél-Kína, észak-Mianmar.